# San Damiano Macra
San Damiano Macra es una localidad y comune italiana de la provincia de Cuneo, región de Piamonte, con 466 habitantes.

## Evolución demográfica
| Gráfica de evolución demográfica de San Damiano Macra entre 1861 y 2001 |
|                                                                         |
| Fuente ISTAT - elaboración gráfica de Wikipedia                         |